# Mooi Wark
Mooi Wark est un groupe néerlandais de rock, originaire de Drenthe.  

## Histoire
Bert Koops et Henk Oosting, grands fans de Normaal, commencent à composer leurs propres morceaux en Drenthe, en suivant l'exemple de Normaal. Le manque de succès réel signifie qu'après deux ans, un certain malaise commence à se développer dans le groupe. Le contrat d'enregistrement n'apporte pas le succès escompté et le groupe se sépare. La pression pour écrire de nouveaux morceaux de qualité augmente, avec des désaccords sur la direction musicale à suivre. Le guitariste Bert Hoezen quitte le groupe pour laisser la place à Henry de Groote. C'est le début d'une période de nombreux changements de line-up. Peu après, Arjan Elting et Henk Oosting quittent également le groupe et, après une brève absence, Bert Hoezen revient. Avec un nouveau batteur (Roeland Beerman) et le bassiste Ronnie Sterenborg, le deuxième album Zo plat as wat est enregistré sous leur propre direction à Grolloo. Au cours de la période suivante, les changements de groupe se succèdent rapidement jusqu'en 2001. Mooi Wark entame une tournée d'anniversaire à Assen le 25 mars 2017 pour célébrer le 25e anniversaire du groupe.
En septembre 2017, le batteur John Roffel déclare arrêter de jouer de la batterie avec effet immédiat. Il est atteint d'une maladie incurable. Les baguettes sont reprises par Dennis Hendriks, qui avait également été derrière la batterie de Mooi Wark de 2005 à 2009. Roffel avait lui-même demandé à Hendriks de lui succéder. Roffel peut encore dire au revoir à ses fans lors du Siepelrock du 28 octobre 2017, après quoi il décède le 31 octobre 2017.
Fin septembre 2024, il est annoncé que Dennis Hendriks, le batteur du groupe, ne pourra pas se produire pour le moment. Hendriks a des problèmes de hernie. Le groupe continue à se produire comme d'habitude avec un batteur remplaçant. À la fin 2024, le groupe atteint une fois encore la première place du Drentse 1000 avec le morceau Doodse Stilte.

## Discographie

### Albums studio
- 1992 : Zwoegen in't heuj
- 1996 : Zo plat as wat
- 1999 : Kieken wat 't wordt
- 2001 : Gang op de ket
- 2003 : Only Rock 'n' roll!
- 2004 : Smeer
- 2006 : Gewoon idioot
- 2008 : Bok 'm d'r op!
- 2009 : Rock en rodzooi
- 2010 : X
- 2011 : Wrieven, pappen en nat hollen
- 2012 : 20 Jaor - 't mooiste wark
- 2014 : Allent veur joe
- 2015 : Live in Paradiso
- 2016 : D'r op of gien vreten'
- 2018 : Siepelrock - 25 Jaar Hits (3CD)
- 2021 : Dit is 't